# Zintis Ekmanis
Zintis Ekmanis (n. 17 mai 1958, Saulkrasti⁠(d), Republica Sovietică Socialistă Letonă, URSS) este un bober ce a reprezentat URSS și Letonia, medaliat olimpic. A participat la 4 ediții ale Jocurilor Olimpice (1984, 1988, 1992, 1994) în care a câștigat o medalie de bronz.